# Dysauxes inornata
Dysauxes inornata là một loài bướm đêm thuộc phân họ Arctiinae, họ Erebidae.